# Pansarbin
Pansarbin (Stelis) är ett släkte solitära bin i familjen buksamlarbin. De lever som boparasiter i bon av andra bin.  

## Beskrivning
Pansarbina har svart, eller i Nordamerika även grönt till blått metallglänsande grundfärg; ibland svart med gula markeringar. De har mycket gles behåring, särskilt på bakkroppens ryggsida, som nästan helt saknar sådan. Arterna är mycket små till medelstora; kroppslängden varierar från 3 till 14 mm. De svenska arterna ligger dock mellan 5 och 9 mm. Pansarbina har ett extra kraftigt hudskelett (kutikula) för att motstå angrepp när de tränger in i värdbinas bon. 

## Utbredning
Utbredningsområdet är stort, det sträcker sig från Västeuropa till Mongoliet och Sydostasien, omfattar Nord- till Mellanamerika, samt omfattar även Nordafrika, Kenya och Sydafrika. I Europa finns 20 arter, och i hela världen omkring 100.

### Arter i Sverige och Finland
Av nedanstående 7 arter finns 4 i Sverige varav 1 är rödlistad. I Finland finns alla arterna varav 1 är rödlistad.
- väggpansarbi (Stelis breviuscula)
- prickpansarbi (Stelis ornatula)
- stampansarbi (Stelis phaeoptera) Sårbar i Sverige
- bandpansarbi (Stelis punctulatissima)
- Stelis signata (laikkutöpömehiläinen på finska) Nära hotad i Finland, saknas i Sverige
- Stelis minima (kääpiötöpömehiläinen på finska) Saknas i Sverige
- Stelis minuta (pikkutöpömehiläinen på finska) Saknas i Sverige

## Ekologi
I Europa flyger arterna som längst mellan maj och september.
Pansarbina är boparasiter hos andra bin, som väggbin, blomsovarbin, murarbin, gnagbin och ullbin. Honorna lägger ett ägg i en av värdbiets larvceller när denna har fyllts med näring. Larven dödar därefter värdlarven och lever av den insamlade näringen. Till skillnad från de flesta boparasitiska bin dödar inte alltid pansarbinas larver värdlarven eller -ägget just efter kläckningen, utan kan vänta tills den träffar på värdlarven medan pansarbilarven äter av pollenförrådet. Vissa pansarbin (som Stelis nasuta) kan lägga flera ägg i samma larvcell; de resulterande larverna delar på matförrådet.